# モノサシトンボ科
モノサシトンボ科（モノサシトンボか、学名：Platycnemididae）はイトトンボ亜目に分類されるトンボの科である。世界では26属205種が知られているが、日本では3属6種1亜種が確認されている。イトトンボよりやや大きく、腹部に物差しの目盛りのような黄白色の模様があるのが特徴である。

## 分類

### 日本に生息する種
- ルリモントンボ属 Coeliccia - 59種
  - マサキルリモントンボ Coeliccia flavicauda masakii Asahina
  - リュウキュウルリモントンボ Coeliccia ryukyuensis ryukyuensis Asahina
  - アマミルリモントンボ Coeliccia ryukyuensis amamii Asahina
- モノサシトンボ属 Copera - 9種
  - モノサシトンボ Copera annulata
  - オオモノサシトンボ Copera tokyoensis
- グンバイトンボ属 Platycnemis - 32種
  - グンバイトンボ Platycnemis foliacea sasakii Asahina
  - アマゴイルリトンボ Platycnemis echigoana Asahina

### その他の主な属
- Risiocnemis属 - 36種
- Idiocnemis属 - 19種
- Calicnemia属 - 16種

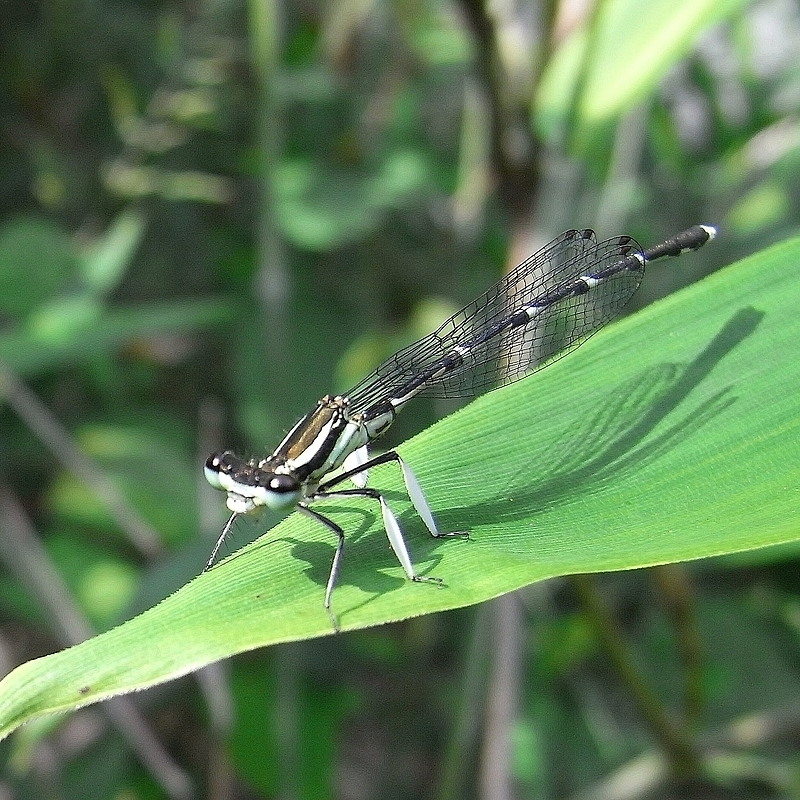
グンバイトンボ  Platycnemis foliacea
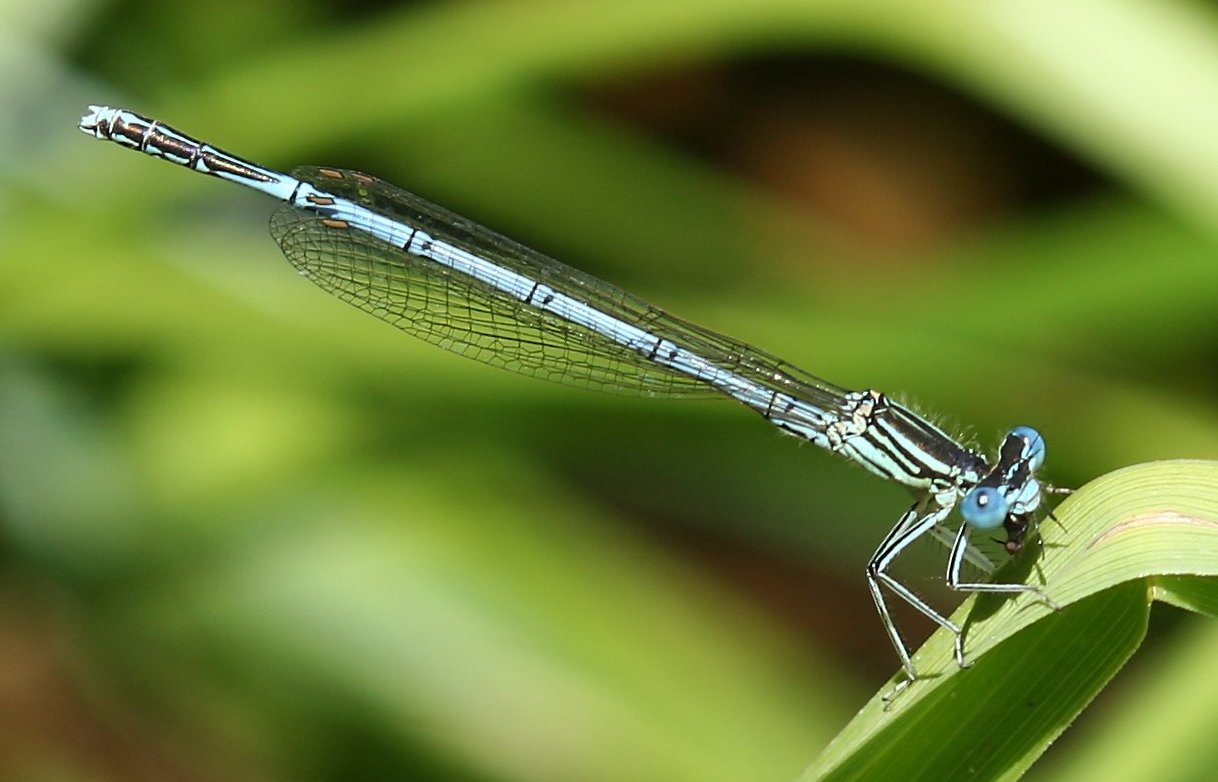
Coenagrion hastulatum ♂